# Estação Nasoni
Nasoni é uma estação do Metro do Porto situada na Rua Nicolau Nasoni, na freguesia de Campanhã, na cidade do Porto.